# Cathedral St. John the Baptist

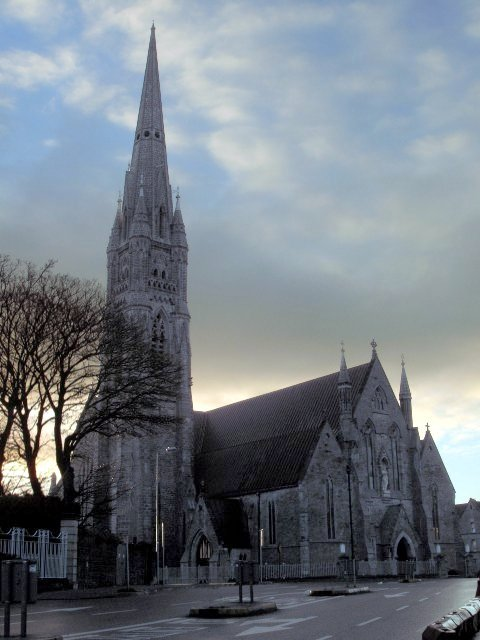
Cathedral St. John the Baptist

Die Kathedrale von Limerick (englisch St. John’s Cathedral, irisch Ardeaglais Eoin) ist die Kathedrale des römisch-katholischen Bistums Limerick. Sie steht in der irischen Stadt Limerick und ist im neugotischen Stil erbaut. Die Kathedrale ist das größte Kirchengebäude in Irland, und ihr Turm ist mit 93,3 Metern der höchste Kirchturm der Insel.

## Geschichte
Der Architekt der Kathedrale, Philip Charles Hardwick, begann im Jahre 1856 mit den Bauarbeiten. 1861 wurde sie fertiggestellt. Die Kirche wurde 2003/2004 renoviert.
Die ältere Kathedrale der Stadt, die St. Mary’s Cathedral, gehört zur Church of Ireland.

## Ausstattung
Im Altarraum steht ein von Giovanni Maria Benzoni geschaffenes Marienstandbild, ein herausragendes Werk des italienischen Bildhauers.